# Moultrie
Moultrie es una ciudad ubicada en el condado de Colquitt en el estado estadounidense de Georgia. En el año 2000 tenía una población de 14.387 habitantes.

## Geografía
Moultrie se encuentra ubicada en las coordenadas 31°10′13″N 83°47′1″O / 31.17028, -83.78361 (31.170188, -83.783601).
Según la Oficina del Censo, la localidad tiene un área total de 36,9 km² (14,2 mi²), de la cual 36,8 km² (14,2 mi²) es tierra y 0,1 km² (0 mi²) (0.60%) es agua.

## Demografía
Según la Oficina del Censo en 2000 los ingresos medios por hogar en la localidad eran de $22,193, y los ingresos medios por familia eran $28,406. Los hombres tenían unos ingresos medios de $24,856 frente a los $19,417 para las mujeres. La renta per cápita para la localidad era de $13,657. 